# NGC 7051
NGC 7051 هي مجرة حلزونية تبعد حوالي 116 مليون سنة ضوئية تقع في كوكبة الدلو. لديها سرعة محسوبة 2519 كم / ثانية اكتشفه عالم الفلك جون هيرشل في 30 يوليو 1827.

## وصلات خارجية
- NGC 7051 على موقع ويكي سكاي: DSS2, SDSS, GALEX, IRAS, Hydrogen α, X-Ray, Astrophoto, Sky Map, Articles and images